# Canal Abra
Der Canal Abra ist eine Meerenge im Süden Chiles. Er zweigt in südwestlicher Richtung von der Magellanstraße ab. Der Canal Abra trennt die westlich gelegene Isla Desolación von südöstlich gelegenen Isla Santa Inés ab.

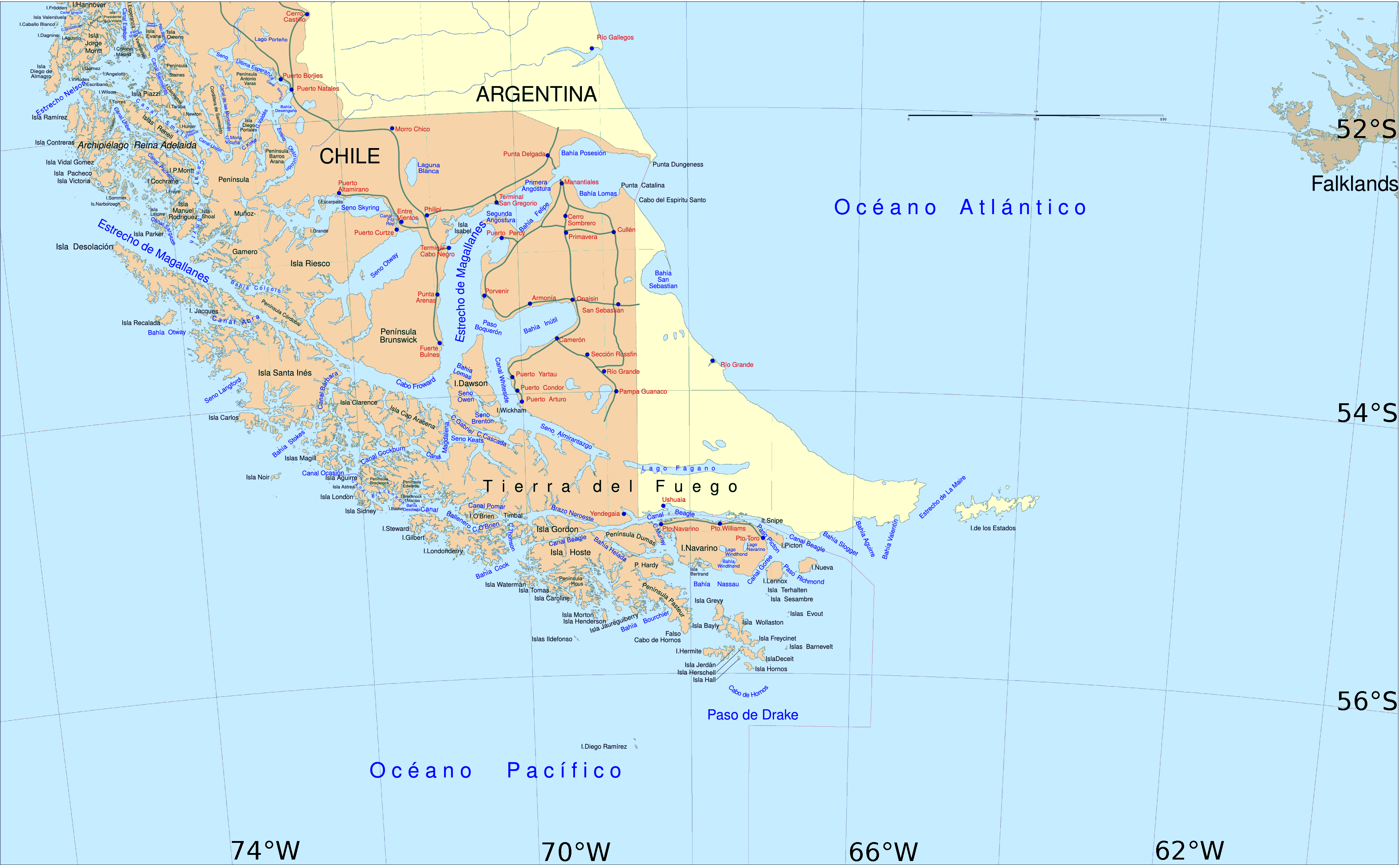
Der Süden Patagoniens und der durch die Magellanstraße abgetrennte Archipel